# ダングリングボンド
ダングリングボンド（英: dangling bond）は、原子における未結合手のこと。半導体結晶に於いては、結晶の表面や格子欠陥付近では、原子は共有結合の相手を失って、結合に関与しない電子(不対電子)で占められた結合手が存在する。この手をダングリングボンドと呼ぶ。
ダングリングボンド上の電子は不安定なため化学的に活性となり、特に結晶表面の物性には重要な役割を果たす。

## 例
シリコン（ダイヤモンド構造）の(001)理想表面の表面第一層のシリコン原子は2個のダングリングボンドを持ち、そのままでは非常に不安定になっている。実際のシリコン表面はダングリングボンドを減らすためにダイマー化した構造を形成する（→表面再構成）。このようにダングリングボンドが存在する表面では、ダングリングボンドを減らす（なくす）ために再構成（リコンストラクション）などの構造の変化が起こる。